# Németország sportélete
Németország sportélete lényeges része Németország életének, 27 millió német tagja valamely sportegyesületnek, és további 12 millió űz egyéni sportot. A legnépszerűbb sport a labdarúgás; egyéb népszerű sportágak az országban a kézilabda, a röplabda, a kosárlabda, a jégkorong és a tenisz.

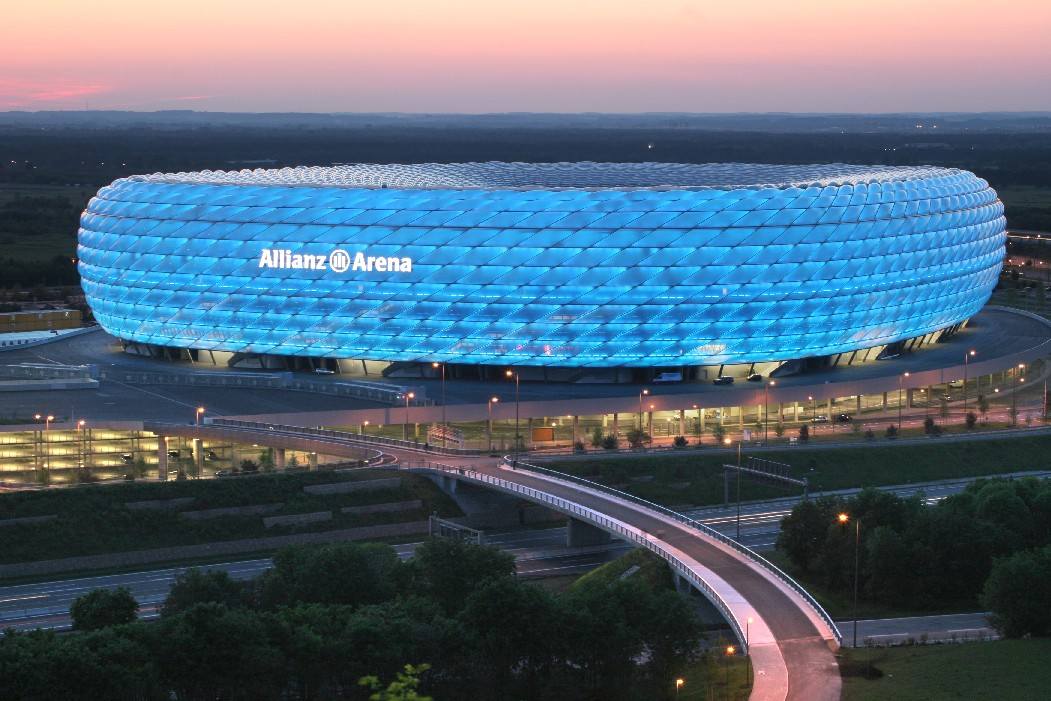
Az Allianz Arena a FC Bayern München stadionja, amely a 2006-os labdarúgó-világbajnokság helyszíne volt

## Labdarúgás
Több mint 6,3 millió aktív taggal a Német labdarúgó-szövetség (Deutscher Fußball-Bund) a legnagyobb sportszervezet a világon ebben a válfajban. A Bundesliga a világ második legnagyobb átlagnézőszámmal rendelkező hivatásos sportbajnoksága. A német labdarúgó-válogatott megnyerte az 1954-es, az 1974-es, az 1990-es és a 2014-es labdarúgó-világbajnokságot, valamint az 1972-es, az 1980-as és az 1996-os labdarúgó Európa-bajnokságot is. A legsikeresebb és leghíresebb labdarúgók közé tartozik Franz Beckenbauer, Gerd Müller, Jürgen Klinsmann, Lothar Matthäus, Oliver Kahn, Thomas Müller és Manuel Neuer. A férfiak mellett a német női labdarúgó-válogatott is a világ élcsapatai közé tartozik. Kétszer (2003, 2007) nyerték meg a női labdarúgó-világbajnokságot. A női világbajnokságok történetében Birgit Prinz a legeredményesebb játékos, ő négy vb-n vett részt, és ezeken 14 találatig jutott. A következő női világbajnokság házigazdája Németország lesz. Az ország eddig már négy nagy labdarúgó tornának adott otthont: az 1974-es labdarúgó-világbajnokságnak (Nyugat-Németországként), az 1988-as Európa-bajnokságnak (Nyugat-Németországként), a 2005-ös Konföderációs Kupának és a 2006-os labdarúgó-világbajnokságnak. .

## Kézilabda
Férfi kézilabda-világbajnokságnak ötször volt a rendezője (1938 – Németország, 1958 – NDK, 1961 – NSZK, 1974 – NDK, 1982 – NSZK, 2007 – Németország), és háromszor nyert Németország néven, valamint ugyancsak három világbajnoki címet gyűjtött be NDK-ként. Női vb otthonául kétszer szolgált (1965 – NSZK, 1997 – Németország), nyernie NDK néven háromszor, Németországként egyszer sikerült.

## Motorsportok, Formula–1, ralisport
Németország a világ egyik vezető országa a motorsportokat tekintve. Legendás versenypályái, futamgyőztes autómárkáik, csapataik és versenyzőik vannak. Nürburgringi Formula–1-es pályájuk a világ legpatinásabb és legrégebbi (1925) versenypályái közé tartozik. A Nürburgring régi vonalvezetése a Nordschleife, becenevén a „Zöld pokol” (azért nevezik így, mert erdőségben fut, és több pilóta életét vesztette rajta) a legnagyobb kihívást nyújtó aszfaltcsíknak számít autóversenyzői körökben. Az osztrák F1-es pilóta, Niki Lauda ezen a helyszínen elszenvedett balesete mindmáig a F1 történetének legdrámaibb eseménye, a lángoló autóból Laudát pilótatársai mentették ki, de addigra súlyos és maradandó égési sérüléseket szenvedett, a versenyzést felépülése után folytatta. A németeknek van még egy Forma 1-es versenypályájuk, ez a Hockenheimring, amely 1935-ben a Mercedes tesztpályájának épült.
A történelem legsikeresebb Formula–1-es versenyzője a német Michael Schumacher, aki felállította a legkiemelkedőbb motorsport-rekordot azzal, hogy a pályafutása alatt több Formula–1-es világbajnokságot (7) (1994, 1995, 2000, 2001, 2002, 2003, 2004) és futamgyőzelmet szerzett (91), mint bárki más a Formula–1 1950-es létrehozása óta. A legtöbb F1-es futamgyőzelem (91) és pole-pozíció (68) is az ő nevéhez fűződik, nem is szólva a legtöbb dobogós helyezésről (154). 2010-ben, hároméves kihagyás után a hétszeres világbajnok visszatért a királykategóriába, a Mercedes GP-hez, ahhoz a márkához, amely az 1955-ös Le Mans-i tragédia után (ami több mint 80 néző halálát okozta a lelátókon) tért vissza a Formula–1-be.
A Formula–1-ben versenyző német pilóták hagyományosan a mezőny többségét adják: Michael Schumacher, Sebastian Vettel, Nico Rosberg (ő az 1982-es F1-es vb-győztes finn Keke Rosberg fia, de Nico már német színekben versenyez), Nicolas Hülkenberg, Adrian Sutil, Timo Glock, Nick Heidfeld. Másik kiemelkedő tehetségű hazai versenyzőjük a Formula–1-ben a fiatal tehetség, Sebastian Vettel, aki a 2009-es idény során a világbajnokság 2. helyén végzett az osztrák Red Bull Racing színeiben, személyében tisztelhetjük a sorozat legfiatalabb futamgyőztesét, pontszerzőjét és polpozíciósát, illetve szabadedzés nyertesét is egyben. Sebastian Vettel megnyerte a 2010-es F1-es világbajnokságot a Red Bull Racing csapat színeiben, és ezzel minden idők legfiatalabb Formula–1-es világbajnoka lett. Azzal, hogy 2011-ben is elhódította a vb címét, a legfiatalabb kétszeres világbajnok lett, majd 2012-ben triplázni tudott: 3 ponttal előzte meg nagy riválisát, Fernando Alonsót.
A BMW és a Mercedes, Porsche, az Audi a motorsport vezető csapatai közé tartoznak. A Porsche 16 alkalommal nyerte meg a tekintélyes Le Mans-i 24 órás autóversenyt, amit minden évben megtartanak Franciaországban. A Deutsche Tourenwagen Masters (DTM) Németország népszerű versenysorozata.
A Race of Champions (ROC), azaz a Bajnokok Viadala motorverseny-sorozat német nemzeti csapata Sebastian Vettel-Michael Schumacher párosítással már ötször lett győztes (2007, 2008, 2009, 2010, 2011), vagyis a Nemzetek Bajnoka. A ROC-t 2010-ben és 2011-ben Düsseldorfban rendezték meg. 2000-ben a ROC-on Armin Schwarz Rally Masters lett, Walter Röhrl 1997-ben Classic Masters volt.
Németország vendégül látja a WRC (rali-világbajnokság) mezőnyét is a Német Ralin, továbbá az IRC (Interkontinentális Ralibajnokság) nevű ralisorozatot is. A németek WRC világbajnoka Walter Röhrl (1980, 1982).

## Németország részvétele az olimpiákon
A német sportolók az olimpiai játékok történetének legsikeresebb versenyzői közé tartoznak, amivel az olimpia összetett éremtáblázatának a harmadik helyét foglalják el, ahol összevonva szerepelnek Kelet- és Nyugat-Németország éremeredményei. A 2004. évi nyári olimpiai játékokon Németország a hatodik helyen zárta az összesített éremtáblázatot, míg a 2006. évi téli olimpiai játékokon az első helyen végeztek. Németország kétszer volt házigazdája a nyári olimpiai játékoknak, 1936-ban Berlin, 1972-ben pedig München volt a rendező. A téli olimpiát egyszer rendezték meg, 1936-ban.